# Jaroslav Faltýnek
Jaroslav Faltýnek (* 28. dubna 1962 Prostějov) je český manažer a politik, bývalý 1. místopředseda hnutí ANO, od října 2013 poslanec Poslanecké sněmovny PČR a v letech 2013 až 2021 předseda Poslaneckého klubu hnutí ANO 2011, bývalý zastupitel Olomouckého kraje a dlouholetý zastupitel města Prostějova. Byl také členem představenstva konglomerátu Agrofert.

## Život
Vystudoval Agronomickou fakultu Vysoké školy zemědělské v Brně.
Od roku 1984 pracoval jako agronom ZD Lešany, poté ředitel Agrární komory Prostějov a od roku 1995 ředitel divize Obchodních Sladoven Prostějov. Byl místopředsedou představenstva prostějovské společnosti Tchecomalt Group. Od roku 2001 působí ve společnosti Agrofert, nejdříve jako ředitel zemědělské divize a mezi lety 2007 a 2016 jako člen představenstva.
Jaroslav Faltýnek je po druhé ženatý. S první manželkou se vzali v roce 1982 a rozvedli po 21 letech v roce 2003. Mají spolu dva syny. V červnu 2023 si po více než šestileté známosti za svou druhou manželku vzal Martinu Plézelovou.
Jedním z jeho koníčků je malování. Své obrazy prodává v dražbách pro charitativní účely, existují ale v této souvislosti i některé nejasnosti a podezření na možný způsob praní špinavých peněz či formu úplatků.

## Politické působení
Do politiky vstoupil v roce 1990, kdy byl zakládajícím členem Zemědělské strany. Jakožto člen této strany byl v komunálních volbách v roce 1994 zvolen na kandidátce subjektu „Sdružení ČSSD, NK“ do Zastupitelstva města Prostějova. Po zániku Zemědělské strany vstoupil do České strany sociálně demokratické a za tuto stranu obhájil v komunálních volbách v roce 1998 mandát zastupitele, stejně jako v komunálních volbách v roce 2002, komunálních volbách v roce 2006 a komunálních volbách v roce 2010. V letech 2006 až 2012 navíc působil ve funkci radního města. Ve volbách v roce 2014 post zastupitele města obhájil za hnutí ANO.
Do vyšší politiky vstoupil, když byl v krajských volbách v roce 2000 zvolen za ČSSD do Zastupitelstva Olomouckého kraje. V krajských volbách v roce 2004 nekandidoval. Zastupitelem Olomouckého kraje se tak opět stal až po krajských volbách v roce 2008, v nichž úspěšně kandidoval.
V roce 2012 se rozhodl vystoupit z ČSSD a vstoupil do ANO. V srpnu 2012 byl zvolen místopředsedou tohoto hnutí, funkci vykonával do března 2013 (pak už jen jako člen předsednictva). Ve volbách do Poslanecké sněmovny PČR v roce 2013 kandidoval v Olomouckém kraji jako lídr ANO a byl zvolen. Na konci října 2013 byl zvolen předsedou Poslaneckého klubu hnutí ANO 2011.
Na III. sněmu ANO byl na konci února 2015 zvolen 1. místopředsedou hnutí. Při jeho volbě si vyzvedlo lístky 187 delegátů, z nich bylo 176 platných a pro Jaroslava Faltýnka hlasovalo 153 lidí (tj. 82 %). V krajských volbách v roce 2016 kandidoval za ANO do Zastupitelstva Olomouckého kraje, ale neuspěl. V únoru 2017 funkci prvního místopředsedy na IV. sněmu ANO obhájil. Tentokrát získal 142 hlasů od 205 delegátů (tj. 69 %). Jeho neúspěšnou protikandidátkou byla Jaroslava Pokorná Jermanová.
V polovině srpna 2017 požádala Policie ČR Poslaneckou sněmovnu o vydání Jaroslava Faltýnka a Andreje Babiše k trestnímu stíhání v kauze Čapí hnízdo. Faltýnek je podezřelý z dotačního podvodu ve formě účastenství. Na konci srpna 2017 jej doporučil Mandátový a imunitní výbor vydat a dne 6. září 2017 tak sněmovna učinila.
Ve volbách do Poslanecké sněmovny PČR v roce 2017 byl lídrem ANO v Kraji Vysočina. Získal 5 339 preferenčních hlasů a obhájil tak mandát poslance. Dne 24. října 2017 se stal staronovým předsedou Poslaneckého klubu ANO 2011. V květnu 2018 rozhodl státní zástupce Jaroslav Šaroch o zrušení trestního stíhání Jaroslava Faltýnka.
V komunálních volbách v roce 2018 obhájil za ANO post zastupitele města Prostějov (na kandidátce původně figuroval na 12. místě, vlivem preferenčních hlasů ale skončil třetí). Kvůli pracovnímu vytížení však na ustavujícím zastupitelstvu na mandát rezignoval. Na V. sněmu ANO opět obhájil post 1. místopředsedy hnutí. Jakožto jediný kandidát na tuto funkci získal 190 hlasů od 237 delegátů.
Dne 23. října 2020 rezignoval na funkci prvního místopředsedy ANO poté, co po vyhlášení opatření proti pandemii nemoci covid-19, obnášející zavření restaurací, z vyšehradské restaurace Rio's vycházel bez nasazené roušky. V restauraci se sešel s tehdejším ministrem zdravotnictví Romanem Prymulou, který byl kvůli účasti na této schůzce odvolán z funkce. V restauraci byl také přítomen ředitel Fakultní nemocnice Ostrava Jiří Havrlant a Jan Gottvald mladší, který v minulosti spolupracoval s podnikatelem Radovanem Krejčířem.
Na konci října 2020 se pak v době, kdy Vláda ČR apelovala na občany ČR, aby kvůli pandemii zůstávali co nejvíce doma, vydal na cestu do Španělska.
Při vytváření kandidátek pro volby do Poslanecké sněmovny PČR v říjnu 2021 se nedostal na kandidátku v Kraji Vysočina, kde byl před čtyřmi lety lídrem. Nakonec se stal dvojkou kandidátky ANO v Olomouckém kraji. Poslancem byl zvolen, i když vlivem preferenčních hlasů až ze třetího místa. Dne 12. října 2021 však byla novou předsedkyní Poslaneckého klubu ANO 2011 zvolena Alena Schillerová, Faltýnek tak v této funkci skončil.
V komunálních volbách v roce 2022 neúspěšně kandidoval do zastupitelstva Prostějova z posledního 35. místa kandidátky ANO.
Ve volbách do Poslanecké sněmovny PČR v roce 2025 kandiduje na 4. místě kandidátky hnutí ANO v Olomouckém kraji.

## Kontroverze
Dne 6. dubna 2021 server Seznam Zprávy oznámil, že získal jeden z jeho diářů, ve kterých, mimo jiné, zjistil ovlivňování veřejných zakázek, korupci a lobbováním za dotace pro známé. Na schůzi sněmovny ve středu 7. dubna Faltýnek možnou krádež diáře připustil. Pochybení ve věci dotací ovšem odmítl. V diáři bylo popisováno ovlivňování veřejných zakázek, při ceně nad 6 miliónů měla výběrové řízení vyhrát konkrétní firma. Podle blízkého známého Faltýnka právníka Zdeňka Klapky je 10 % ze zakázky pro politiky normální, protože „nejsme aristokrati“. Podle tvrzení svědků přebíral Faltýnek úplatky v hotovosti.